# Thaumasura terebrator
Thaumasura terebrator is een vliesvleugelig insect uit de familie Pteromalidae. De wetenschappelijke naam is voor het eerst geldig gepubliceerd in 1868 door Westwood.